# Jill Sterkel
Jill Sterkel (Hacienda Heights, 27 de mayo de 1961) es una nadadora estadounidense retirada especializada en pruebas de estilo libre, donde consiguió ser medallista de bronce olímpica en 1988 en los 50 metros.

## Carrera deportiva
En los Juegos Olímpicos de Seúl 1988 ganó la medalla de bronce en los 50 metros estilo libre, con un tiempo de 25.71 segundos, tras la alemana Kristin Otto y la china Yang Wenyi, y también ganó el bronce en los relevos de 4 x 100 metros estilo libre, tras Alemania y Países Bajos.
Además, en otras Olimpiadas anteriores —Montreal 1976 y Los Ángeles 1984— ganó el oro en los relevos de 4 x 100 metros estilo libre.